# Ilka Semmler
Ilka Semmler (Aquisgrán, 8 de septiembre de 1985) es una deportista alemana que compitió en voleibol en la modalidad de playa. Fue campeona nacional de Alemania en 2009 y 2012. En 2007 ocupó el primer lugar en el ranking europeo con Katrin Holtwick y ganó una medalla de plata en el Campeonato Europeo de Vóley Playa de 2010. En 2012 participó en los Juegos Olímpicos y en 2015 terminó cuarta en el campeonato mundial.

## Carrera

### 2000 a 2006
Semmler jugó su primer torneo de voleibol de playa en el 2000. Con Ruth Flemig, nacida en Düren, terminó tercera en el Campeonato Mundial Sub-19 en Xilókastro en 2002. Un año más tarde, Semmler/Flemig jugaron sus primeros torneos de la Federación Alemana de Voleibol (DVV) en Haltern am See y Marl y también ganaron varios torneos. En 2004 se proclamó campeona de Europa Sub-20 en Koper en la final contra sus hermanas austriacas Doris y Stefanie Schwaiger. En el mismo año, Semmler participó en el campeonato alemán en Timmendorfer Strand por primera vez con Sara Goller y quedó en decimotercer lugar. Además, Goller/Semmler terminaron quintas en el Campeonato Mundial Sub-21 en Porto Santo. En 2005 el equipo Kolokotronis/Semmler terminó noveno entre los diez primeros en dos torneos de la Confederación Europea de Voleibol (CEV). En la Eurocopa de Moscú, perdió en la segunda ronda principal ante Kadijk/Mooren de Países Bajos y terminó en el bando perdedor en la tercera ronda, en la que quedó eliminada en el duelo alemán contra Banck/Kaup. También fueron novenas en el campeonato alemán. En el Mundial Sub-21 de Río de Janeiro, perdieron ante las brasileñas Saldanha/Carol en la final.

### 2006 a 2011
Desde 2006 Semmler formó dúo con Katrin Holtwick. En su primer torneo abierto del Circuito Mundial de la FIVB en Marsella, Holtwick/Semmler fueron derrotados en la «Country Quota» antes de llegar al cuadro principal por primera vez en Montreal. Terminaron quintas en el torneo Challenger en Chipre y ganaron el torneo satélite en Vaduz. En la serie de la CEV consiguieron, entre otras cosas, un séptimo puesto en Alanya. En el Campeonato Europeo Sub-23 en Sankt Pölten, perdieron la final alemana contra Goller/Ludwig. En el Smart Beach Tour nacional, ganaron el torneo en Leipzig y terminaron terceras en Binz y segundas en Fehmarn. En el campeonato alemán terminaron cuartas. En el Circuito Mundial de 2007 lograron su mejor resultado desde el principio con el puesto 13.º.en Shanghái. Jugaron dos torneos Challenger, terminaron quintas en Éboli y ganaron en Chipre. También tuvieron éxito en la serie CEV con victorias en los torneos de Moscú y Lucerna y el tercer lugar en Hamburgo. En el Campeonato Europeo de Valencia, tras la derrota inicial contra Arvaniti/Karadassiou el equipo obtuvo tres victorias en la cuarta ronda antes de ser eliminado en el desempate contra Shiriáyeva/Uriadova. Al final de la temporada, ocuparon el primer lugar en el ranking europeo. A nivel nacional, el equipo ganó el torneo en Erfurt y terminó segundo en Essen y Múnich. Semmler se perdió el campeonato alemán en Timmendorfer Strand debido a una lesión en el pie.
En 2008, Holtwick/Semmler terminaron novenas en el Abierto de Shanghái y en el Grand Slam de Moscú. En el Campeonato Europeo en Hamburgo perdieron en la segunda ronda principal contra las hermanas Schwaiger y fueron eliminadas en la tercera ronda por el bando perdedor contra las griegas Koutroumanidou/Tsiartsiani. Luego consiguieron su primera medalla en el Circuito Mundial con el tercer puesto en el Grand Slam de Klagenfurt y poco después llegaron a la final de Mysłowice, que ganaron las hermanas brasileñas Salgado, Carolina y Maria Clara. También obtuvieron algunos resultados entre los diez primeros en la serie europea. A nivel nacional, ganaron la Supercopa en Sankt Peter-Ording y terminaron segundos en Essen y Bonn. Terminaron el campeonato alemán en quinto lugar. Para la temporada 2009, Holtwick/Semmler fueron designadas para la selección nacional (equipo A) por la DVV. Tras un séptimo puesto en Shanghái en el inicio del Circuito Mundial, ganaron el CEV Masters de Gran Canaria y llegaron a la final de los torneos europeos de Baden y Berlín. En el Campeonato Mundial de Stavanger, el equipo ganó su grupo preliminar, pero fue eliminado en la primera ronda eliminatoria contra las checas Nováková/Háječková. Luego terminaron en quinto y cuarto lugar respectivamente en los Grand Slams de Gstaad y Moscú, y logró más posiciones altas en el Circuito Mundial. Al comienzo de la temporada, hubo victorias en torneos nacionales en Norderney y Essen, antes de que Holtwick/Semmler se convirtieran en campeonas alemanas por primera vez en Timmendorfer Strand con una victoria final contra Banck/Günther. En el Campeonato Europeo en Sochi, luego el equipo alcanzó los cuartos de final como segundo en el grupo, que perdió contra las letonas Jursone/Minusa.
En el Circuito Mundial de 2010, dos quintos lugares en Roma y Gstaad y un noveno lugar en Moscú y Stavanger fueron los mejores resultados para Holtwick/Semmler. En el Campeonato Europeo en Berlín, hubo una final alemana en la que Holtwick/Semmler perdieron ante Goller/Ludwig. A nivel nacional, ganaron los torneos de Supercopa en Fráncfort del Meno y Hamburgo. En el campeonato alemán, las campeonas defensoras quedaron terceras esta vez. Comenzaron la serie de la FIVB de 2011 con resultados de dos dígitos antes de llegar a la final en el Grand Slam de Beijing, que perdieron ante el dúo estadounidense Walsh/May-Treanor en un desempate. En el Campeonato Mundial en Roma, terminaron segundas en su grupo y ganaron el primer partido eliminatorio; en los octavos de final perdieron ante Kessy/Ross en tres sets. También terminaron los siguientes Grand Slams en Stavanger y Gstaad en noveno lugar y en Stare Jabłonki terminaron quinto. En el Campeonato Europeo en Kristiansand, las finalistas del año pasado llegaron a los octavos de final como ganadoras del grupo, en el cual fueron derrotadas ante las austriacas Hansel/Montagnoli. En el campeonato alemán ocuparon el cuarto lugar.

### 2012 a 2016

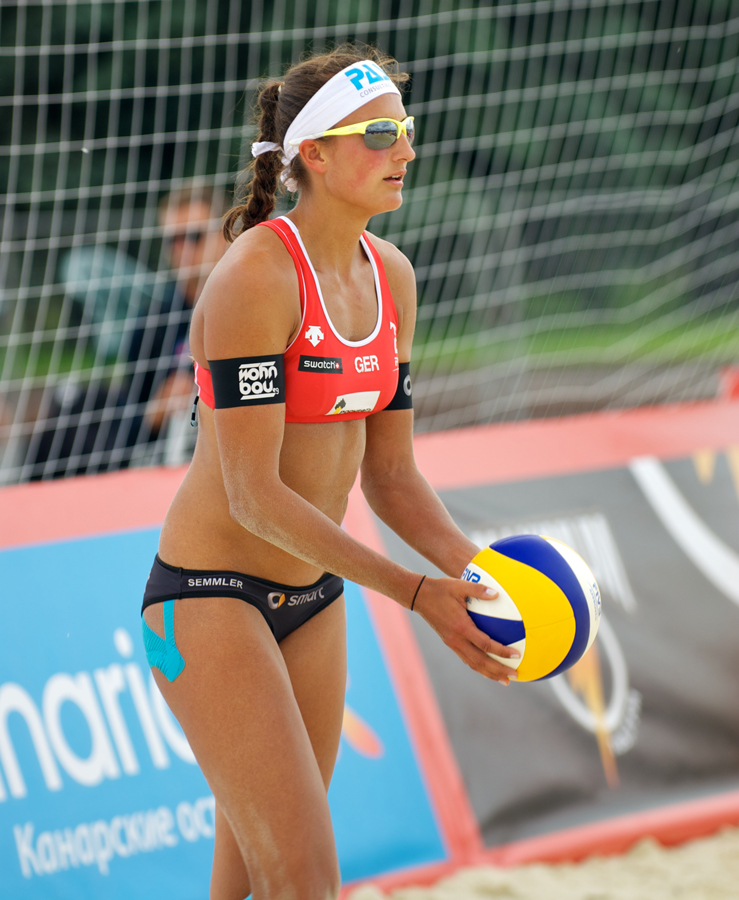
Semmler en el Grand Slam de Moscú en 2012.

En los primeros torneos del Circuito Mundial 2012, Holtwick/Semmler ascendieron al cuarto lugar en Beijing. En el Campeonato Europeo en Scheveningen, como un año antes, fueron eliminadas como campeonas de grupo en octavos de final, esta vez ante la dupla holandesa Meppelink/van Gestel. Hubo otros novenos puestos en los Grand Slams de Moscú, Roma y Gstaad antes de que Holtwick/Semmler quedaran cuartos en Berlín. Como el segundo mejor dúo alemán en el ranking olímpico, se clasificaron para los Juegos Olímpicos de Londres. Allí llegaron a octavos de final como segundos de grupo y tras una derrota en el duelo alemán ante Goller/Ludwig terminaron novenos. En el siguiente Grand Slam en Stare Jabłonki fueron terceros. En la final del campeonato alemán se impusieron ante Bank/Walkenhorst y ganaron el título por segunda vez. Con un triunfo ante las españolas Liliana/Baquerizo, también lograron ganar su primer torneo en el Circuito. En los primeros torneos de la FIVB en 2013, Holtwick/Semmler terminaron terceras en Fuzhou y en el noveno y quinto lugar en los Grand Slams de Shanghái y Corrientes. En la Copa Continental de Campinas y el Grand Slam de La Haya, ambos quedaron en tercer lugar. El Campeonato Mundial en Stare Jabłonki fue menos exitoso para ellas, donde ganaron su grupo de la ronda preliminar, pero fueron eliminadas en la primera ronda eliminatoria contra las mujeres neerlandesas Keizer/van Iersel. Terminando quinto y tercero en los Grand Slams en Gstaad y Long Beach, el equipo nuevamente logró resultados entre los diez primeros. En el Campeonato Europeo en Klagenfurt, el equipo no perdió un set en la ronda preliminar y en los octavos de final y cuartos de final. Tras la derrota en semifinales ante Liliana/Baquerizo, hubo un duelo alemán por el tercer puesto, en el que Holtwick/Semmler perdió ante Ludwig/Walkenhorst. Luego tuvieron que admitir la derrota ante las brasileñas Taiana/Talita en la final del Grand Slam de Berlín. En la final del campeonato alemán, también hubo un duelo contra Ludwig/Walkenhorst y Holtwick/Semmler volvió a perder. Las nuevas subcampeonas de São Paulo y Xiamen terminaron los dos últimos torneos internacionales en quinto y cuarto lugar.

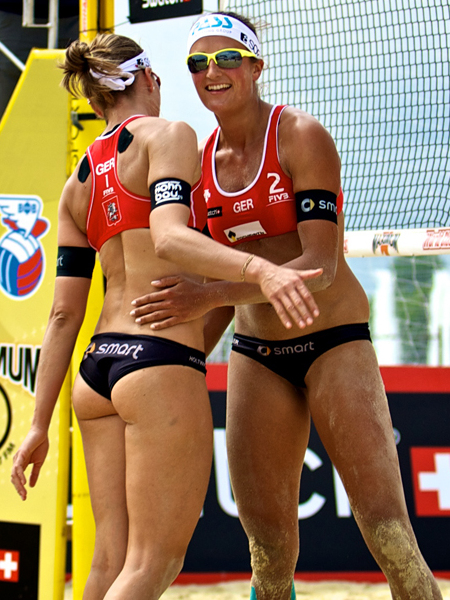
Semmler (derecha) con Katrin Holtwick en el Grand Slam de Moscú en 2012.

Al comienzo del Circuito Mundial de 2014 llegaron después de un puesto 17.º. Lugar en Shanghái la final del Abierto de Praga, que perdieron contra Kolocová/Sluková . En el Campeonato Europeo en Quartu Sant'Elena, llegaron a la segunda ronda como subcampeones de grupo y perdieron allí ante Meppelink/van Iersel. Luego se eliminaron temprano en dos Grand Slams, terminando novenas en Stavanger. Dos semanas después se impusieron a sus rivales alemanas Borger/Büthe en la final de Gstaad y así ganaron su primer Grand Slam. En La Haya también estuvieron en el juego final pero perdieron ante Taiana/Fernanda. Después de terminar quintas en Long Beach y novenas en Klagenfurt, terminaron terceras en Stare Jabłonki. En el campeonato alemán perdieron la semifinal contra Borger/Büthe, pero aseguraron el tercer lugar al vencer a Bieneck/Grossner. En la temporada 2015, Holtwick/Semmler terminaron noveno cuatro veces en la serie de la FIVB después de ganar el torneo en la Supercopa en Münster. En el Campeonato Mundial en Países Bajos llegaron a semifinales sin perder un set. Luego perdieron ante las duplas brasileñas Lima/Fernanda y Antonelli/Juliana, por lo que terminaron cuartos. Luego de dos torneos de la FIVB más débiles, llegaron a la segunda ronda del Campeonato Europeo en Klagenfurt como segundas del grupo, en el que tuvieron que admitir la derrota en el duelo alemán contra Laboureur/Sude. En los siguientes Grand Slams, terminaron quintas en Long Beach y novenas en Olsztyn. En el campeonato alemán perdieron las semifinales en un desempate contra Mersmann/Schneider y terminaron terceras con una victoria contra Laboureur/Sude. A nivel internacional, luego lograron un cuarto lugar en Xiamen.
En el Circuito Mundial, Holtwick/Semmler lograron más resultados entre los diez primeros equipos. Terminaron quintas en Maceió y Xiamen y terceros en Vitória. Después de terminar novenas en Fuzhou, terminaron terceras en Sochi y Antalya y quintos en Cincinnati. En el Campeonato Europeo de Biena quedaron segundas en el grupo y luego perdieron los cuartos de final contra Borger/Büthe. En el Major de Hamburgo, fueron eliminadas en la primera ronda eliminatoria y, por lo tanto, finalmente se perdieron la clasificación para los Juegos Olímpicos de Río de Janeiro debido a la restricción de dos equipos por nación. Más tarde en la temporada fueron novenas en el Grand Slam en Olsztyn y en el Major de Poreč y quintas en Gstaad. Después de no poder pasar la «Country Quota» en Klagenfurt, terminaron cuartos en Long Beach. En el campeonato alemán perdieron su primer partido contra Behlen/Krebs y alcanzaron el séptimo lugar tras la derrota en la tercera ronda, perdiendo contra Gernert/Zautys. Como se anunció antes del torneo, ambas luego terminaron sus carreras.

## Vida personal
Semmler creció con su familia en Kreuzau. Después de graduarse de la escuela secundaria en 2005, se mudó a Berlín y estudió allí educación en rehabilitación. En 2007, junto con su compañera de equipo Katrin Holtwick, hizo que Andreas Bitesnich la fotografiara desnuda para la revista Fit for Fun. Las fotos de desnudos causaron revuelo fuera de la escena del voleibol de playa y fueron invitadas a TV total. Más tarde, Semmler también participó en varias ocasiones en la competencia de saltos de altura del programa, TV total Turmspringen, y ganó la competencia de 2010 con Miriam Höller.

## Palmarés internacional
| Campeonato Europeo | Campeonato Europeo | Campeonato Europeo | Campeonato Europeo |
| Año                | Lugar              | Medalla            | Pareja             |
| ------------------ | ------------------ | ------------------ | ------------------ |
| 2010               | Berlín ( Alemania) | Medalla de plata   | Katrin Holtwick    |